# Zalujjea, Șumsk
Zalujjea (în ucraineană Залужжя) este un sat în comuna Rohmaniv din raionul Șumsk, regiunea Ternopil, Ucraina.

## Demografie
Componența lingvistică a localității Zalujjea
     Ucraineană (99,69%)
     Alte limbi (0,31%)
Conform recensământului din 2001, majoritatea populației localității Zalujjea era vorbitoare de ucraineană (99,69%), existând în minoritate și vorbitori de alte limbi.